# Schreckschusswaffe

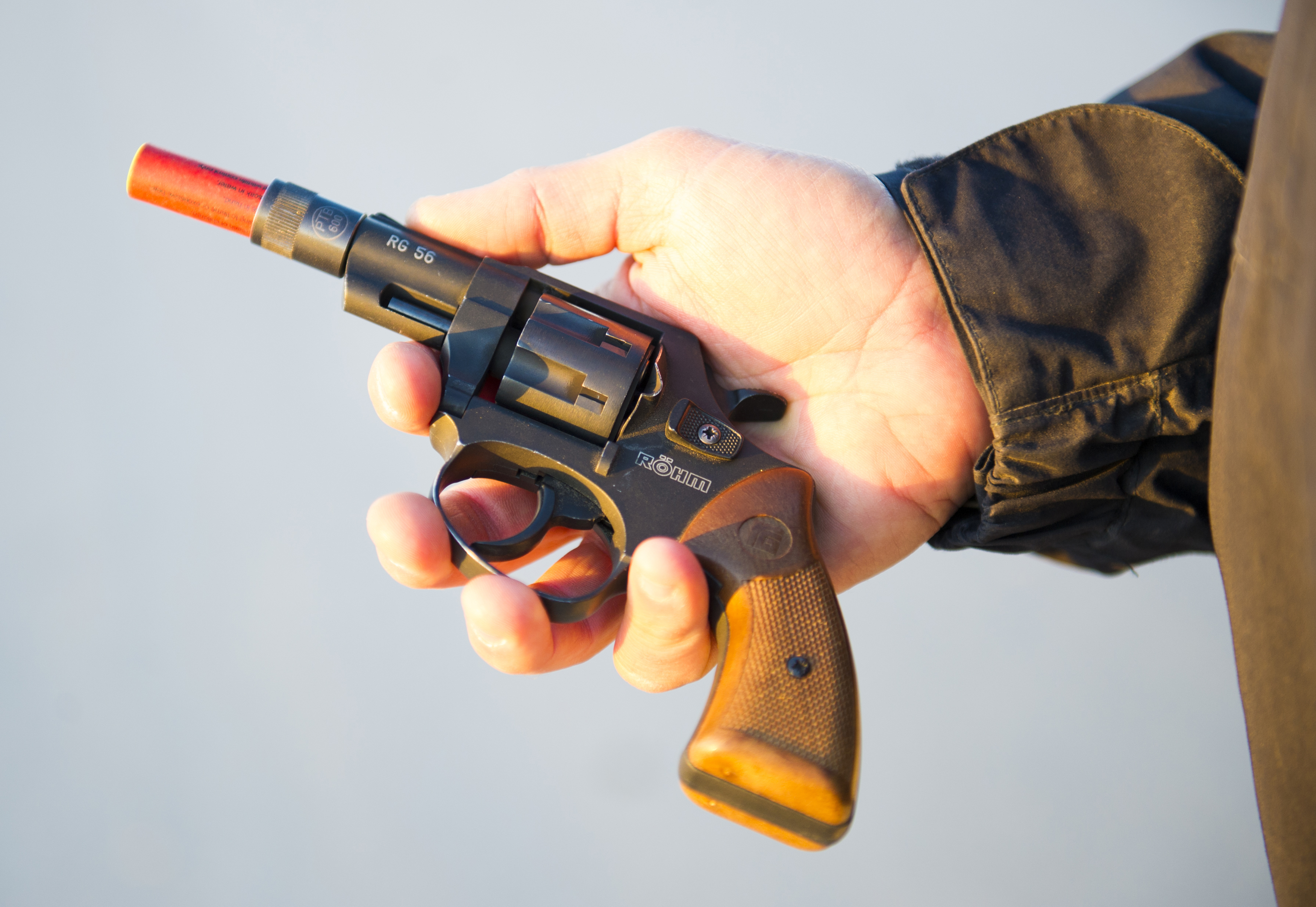
Röhm RG 56 Revolver im Kaliber 6mm Flobert mit aufgeschraubtem Abschussbecher samt pyrotechnischer Munition

Schreckschusswaffen, auch als Gas- oder Signal-Waffen bezeichnet, sind Pistolen und Revolver, die im Gegensatz zu scharfen Schusswaffen keine Projektile verschießen, sondern zum Abfeuern verschiedener Arten von Platz- und Reizgaspatronen konzipiert sind. Die Läufe dieser Waffen sind mit Sperren oder gleichwertigen Vorrichtungen versehen, um das Verschießen von Projektilen zu verhindern.
Schreckschusswaffen können auch pyrotechnische Munition verschießen. Hierunter fallen z. B. Leuchtsignalsterne, Pfeifpatronen sowie in Deutschland erwerbsscheinpflichtige Vogelschreck-Pyroknallpatronen.

## Funktionsprinzip

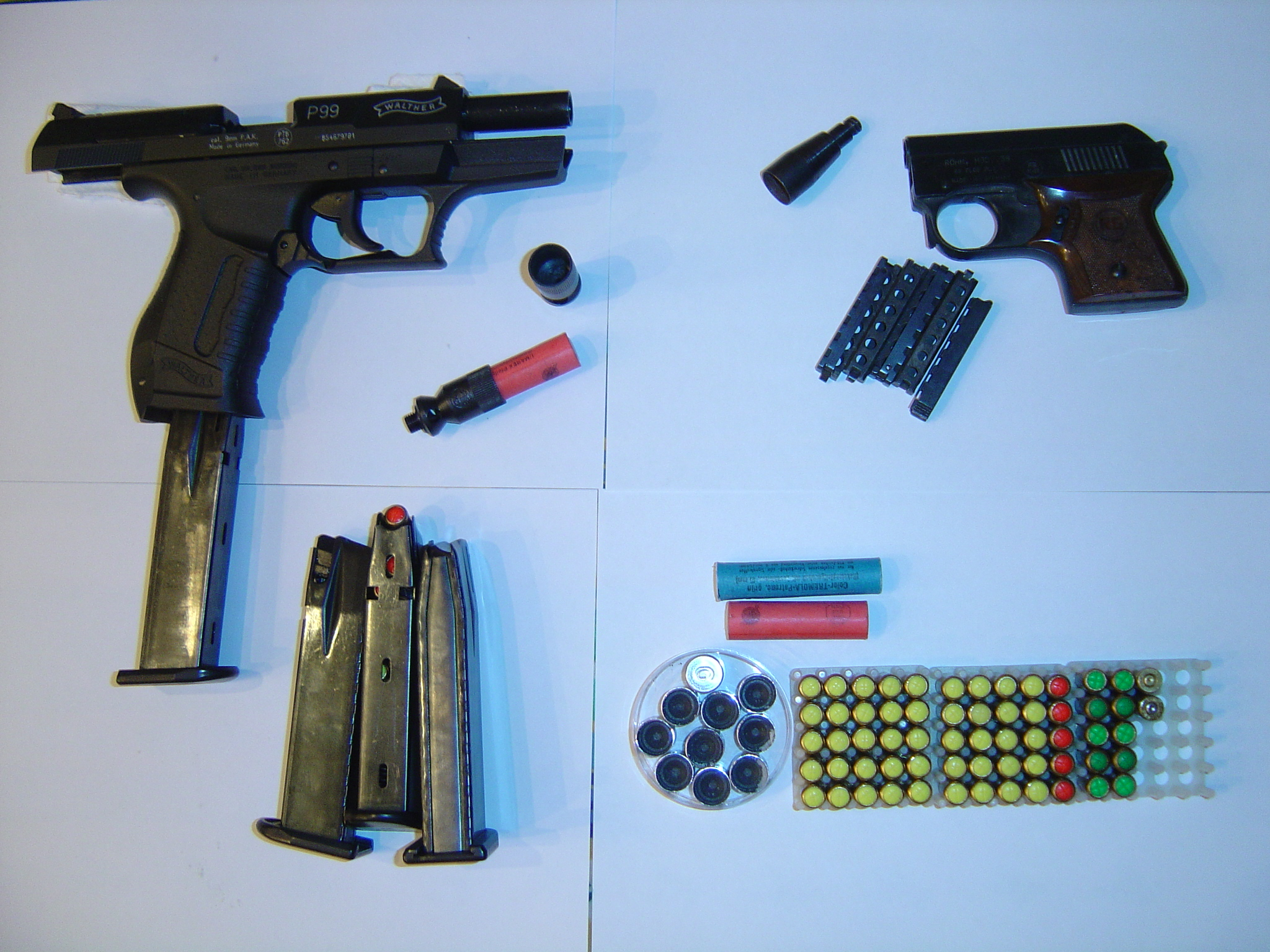
Schreckschusspistolen Walther P99 (l.) und Röhm Mod. 3S (r.), Patronen (blau = CN, gelb = CS, rot = Pfeffer und sonstige Reizstoffe, grün = Platz) und Signalmunition

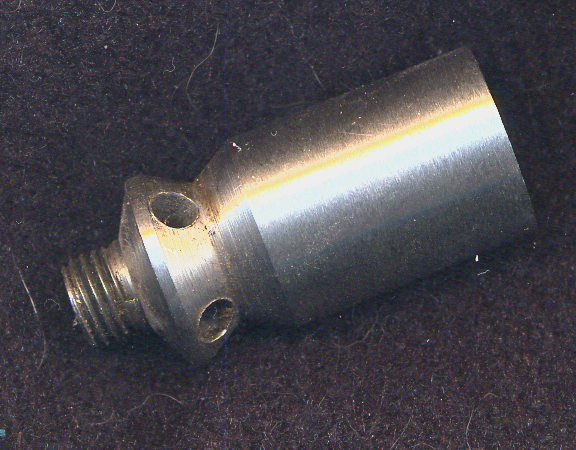
Abschussbecher für Signalmunition

Schreckschussmunition (Kartuschenmunition) erzeugt einen sehr lauten Knall. Beim Abfeuern von Reizgasmunition schießt in Verbindung mit einem Knall Gas aus dem Lauf, das den Angreifer ähnlich wie ein Pfefferspray stoppen soll. Dabei unterscheidet man zwischen CN- (Chloracetophenon), CS- (Chlorbenzylidenmalodinitril) und Pfeffer-Reizgaspatronen (Nonivamid), ein synthetisches Gegenstück zum im Pfefferspray verwendeten natürlichen Wirkstoff Capsaicin. Die Reichweite und Wirkungsweise hängt vom Kaliber und der Patronenfüllung ab.
Bis auf wenige Gaspistolen wie z. B. die Röhm RG 300 im Kaliber 6mm Flobert haben alle Schreckschusswaffen eine sogenannte Laufsperre, die bei Selbstladern den nötigen Rückstau für die Bewegung des Verschlusses erzeugen soll. Diese Sperre soll ebenfalls verhindern, dass zum einen Geschosse „vorgeladen“ werden können, und zum anderen, dass scharfe Patronen aus diesen Waffen abgefeuert werden können. Schreckschusswaffen bestehen in der Regel größtenteils aus Zinkdruckguss und besitzen oft Sollbruchstellen, die ein illegales Umbauen dieser Waffen auf scharfe Munition nahezu unmöglich machen. Die Sollbruchstellen sind i. d. R. als Schwächungen an Patronenlager und Lauf umgesetzt. Weiterhin hat etwa das Kaliber 9 mm P.A Knall andere Abmessungen als sein scharfes Pendant im Kaliber 9 × 19, was das Laden scharfer 9 mm Patronen in Schreckschusswaffen dieses Kalibers unmöglich macht.
Wird eine Schreckschusswaffe aufgesetzt oder in einem Abstand von wenigen Zentimetern Entfernung abgefeuert, kann mit schwersten bis hin zu tödlichen Verletzungen gerechnet werden, wobei der Gasstrahl nicht nur Weichteilgewebe, sondern auch Knochen (z. B. auch Schädelknochen) durchdringen könne. So beträgt beispielsweise der maximal zulässige Gasdruck einer Kartusche („Platzpatrone“) 9 mm P.A. Knall max. 400 Bar.
Beim Verschießen von pyrotechnischer Munition wird der Abschussbecher auf die Mündung der Schreckschusswaffe aufgeschraubt; Abschussbecher und Mündung sind hierzu mit einem Gewinde versehen. In den Abschussbecher können Signaleffekte eingeführt und verschossen werden. Der Abschussbecher ist mit Entlastungsbohrungen versehen. Damit wird die Geschossenergie (Bewegungsenergie der pyrotechnischen Munition) auf die vom deutschen Gesetzgeber maximal erlaubten 7,5 Joule für erwerbsscheinfreie Waffen begrenzt.
Es sind auch Abschussbecher mit einem Fassungsvermögen von 4 oder 5 Pyropatronen erhältlich.
Bekannte Hersteller von Schreckschusswaffen sind Umarex, Röhm, Weihrauch und Zoraki.

## Kaliber
Folgende Kaliber sind oder waren bei Schreckschusspistolen und -revolvern üblich:
- .22 lang Knall (Es werden keine Waffen mehr in diesem Kaliber produziert)
- .315 Knall
- .320 kurz Knall
- .35 Knall (Es werden keine Waffen mehr in diesem Kaliber produziert)
- .45 kurz Knall (Es werden zurzeit keine Waffen in diesem Kaliber produziert)
- 2 mm Berloque
- 6 mm Flobert Knall (zur Selbstverteidigung ungeeignet, obwohl auch als Reizstoffpatrone erhältlich)
- 8 mm Knall (Waffen mit diesem Kaliber erhalten in Deutschland keine Zulassung mehr)
- 9 mm P.A.Knall (Farbkodierung: Grün=Knall, Gelb=CS-Gas, Rot/Braun=Pfeffer, Blau=CN-Gas[5])[6]
- 9 mm R Knall (.380 R)

## Rechtliche Situation

### Deutschland

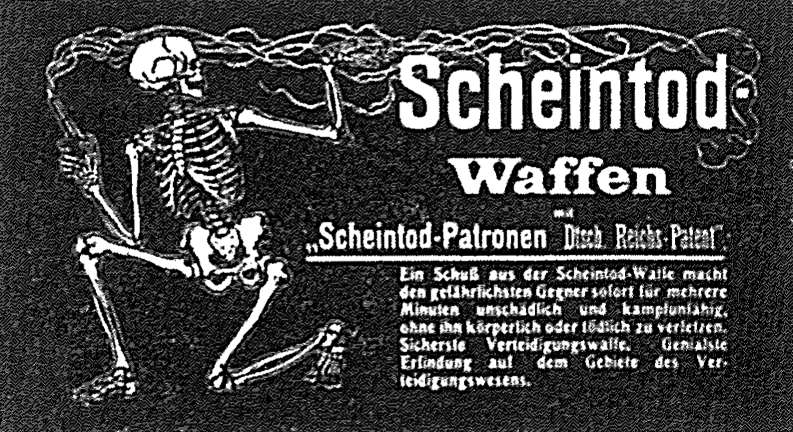
Werbung für „Scheintod-Waffen und -Munition“ in Stukenbroks Illustriertem Hauptkatalog von 1912 – diese frühen Schreckschusswaffen wurden schon zu einer Zeit verkauft, als der Erwerb scharfer Schusswaffen in Deutschland noch weitgehend unreguliert war

Besitz, Erwerb und Transport von Schreckschusswaffen sind ab dem Vollenden des 18. Lebensjahres gestattet, solange die Waffe in nicht-zugriffsbereitem Zustand verschlossen transportiert wird.
Das Führen von Schreckschusswaffen erfordert außerhalb der eigenen Wohnung, Geschäftsräumen oder des befriedeten Besitztums seit dem 1. April 2003 einen Kleinen Waffenschein. 
Das Schießen mit einer Schreckschusspistole bleibt (trotz eventuellem Vorhandensein des Kleinen Waffenscheins) nur auf dem befriedeten Besitztum zulässig, wenn dabei keine Lärmbelästigung erzeugt wird und die Munition das Besitztum nicht verlässt.
In Deutschland können legale Schreckschusswaffen grundsätzlich am Prüfsiegel der Physikalisch-Technischen Bundesanstalt (PTB), dem Kaliber, das auf dem Verschluss eingeprägt ist und dem Beschussstempel erkannt werden. Schreckschusswaffen ohne PTB-Siegel galten bis 31. August 2020 als scharfe Schusswaffen und somit war auch der Besitz erlaubnispflichtig; ihr unerlaubter Besitz erfüllte einen Straftatbestand des Waffengesetzes. In Deutschland hergestellte Schreckschusswaffen werden weiterhin nach der PTB-Prüfung mit dem PTB-Stempel gekennzeichnet. Bei Schreckschusswaffen aus EU-Ländern wird seit 1. September 2020 verwiesen auf Artikel 4 Absatz 2 der Durchführungsrichtlinie (EU) 2019/69 der Kommission vom 16. Januar 2019 gemäß der Richtlinie 91/477/EWG. Importierte Schreckschusswaffen müssen den entsprechenden Konformitätsnachweis haben. Ein EU-einheitliches Prüfsiegel gibt es noch nicht (Stand 2022).
Für das Führen von zugelassenen Schreckschusswaffen ohne PTB-Kennzeichnung wird ein Nachtrag von der Behörde in den kleinen Waffenschein empfohlen. Rechtlich unproblematisch in Deutschland ist der Besitz und das Führen von PTB-gekennzeichneten Schreckschusswaffen. PTB-Pistolen und -Revolver fallen unter das deutsche Waffengesetz. Generell ist das Schießen immer genehmigungspflichtig. Ausnahmen sind jedoch gemäß § 12 Abs. 4 WaffG:
a) Notwehr, Notstand
b) mit Signalwaffen bei Not- und Rettungsübungen
c) mit Schusswaffen, aus denen nur Kartuschenmunition verschossen werden kann
(1) durch Mitwirkende an Theateraufführungen und diesen gleich zu achtende Vorführungen,
(2) zum Vertreiben von Vögeln in landwirtschaftlichen Betrieben
d) im befriedeten Besitztum – mit Genehmigung des Inhabers des Hausrechtes – mit Schusswaffen, aus denen nur Kartuschenmunition verschossen werden kann,
e) mit Schreckschuss- oder Signalwaffen zur Abgabe von Start- oder Beendigungszeichen im Auftrag der Veranstalter bei Sportveranstaltungen, wenn optische oder akustische Signalgebung erforderlich ist.
Das weit verbreitete Schießen zu Silvester unterscheidet sich nicht von anderen Situationen. Es ist nur auf dem eigenen, befriedeten Besitztum erlaubt, oder auf einem anderen Besitztum, mit Genehmigung des Inhabers des Hausrechtes (s. o.). Die oft eingesetzte pyrotechnische Munition darf das Besitztum jedoch nicht verlassen. 
Landwirtschaftliche Betriebe im Sinne des § 12 Abs. 4 lit. c Nr. 2 WaffG umfassen nach herrschender Auffassung auch die zu den Betrieben gehörenden Äcker und Felder, da in der Regel insbesondere hier ein Bedürfnis für das Vertreiben von Vögeln bestehen wird.

### Schweiz
Der Umgang mit Schreckschuss- und Reizstoffwaffen wird durch das Bundesgesetz über Waffen, Waffenzubehör und Munition (Waffengesetz, WG, Stand: 1. Dezember 2010) geregelt.
Sie gelten als Waffen,
- Sofern sie gemäß Art. 4 lit. b WG dazu bestimmt sind, durch Versprühen und Zerstäuben von Stoffen die Gesundheit von Menschen auf Dauer zu schädigen. Gemäß Art. 8 WG sind sie Waffenerwerbsscheinpflichtig
- Sofern sie gemäß Art. 4 lit. g WG aufgrund ihres Aussehens mit echten Feuerwaffen verwechselt werden können. Gemäß Art. 10 WG können sie ohne Waffenerwerbsschein erworben werden.

Sofern sie über eine Abschussvorrichtung für pyrotechnische Gegenstände verfügen, gelten Schreckschusswaffen immer als Waffen im Sinne des Waffengesetzes.
- Der Besitz von Schreckschusswaffen ist im Gesetz nicht geregelt. Das Tragen von Schreckschusspistolen fällt unter Art. 28a WG und ist verboten.[8][9]